# プブリウス・スルピキウス・サウェッリオ (紀元前304年の執政官)
プブリウス・スルピキウス・サウェッリオ（ラテン語: Publius Sulpicius Saverrio）は紀元前4世紀から紀元前3世紀の共和政ローマのパトリキ（貴族）出身の政治家・軍人。紀元前304年に執政官（コンスル）、紀元前299年には監察官（ケンソル）を務めた。紀元前279年の執政官プブリウス・スルピキウス・サウェッリオは息子である。

## 経歴
紀元前304年、プブリウス・スルピキウスはプレブス（平民）のプブリウス・センプロニウス・ソプスと共に執政官に就任した。当時は紀元前326年に始まった第二次サムニウム戦争の終盤戦であり、1年前のボヴィアヌムの戦いでローマは決定的な勝利を収め、サムニウムは講和を求めてきた。講和締結直後、両執政官はアエクイ族領に侵攻した。アエクイは当初はヘルニキ族と、続いてサムニウムと同盟し、ローマに敵対していた。決戦を強要することはできなかったものの、ローマは31の都市を占領した：
50日の内に、31の拠点が征服された。その殆どは略奪され、焼却された。アエクイ族はほとんどが消滅した。この勝利を祝して凱旋式が実施された。
（ティトゥス・リウィウス『ローマ建国史』、IX, 45.）
凱旋式のファスティでは、プブリウス・スルピキウスはサムニウムに勝利して凱旋式を実施したとされている。しかし、リウィウス（紀元前59年頃 - 17年）はこれを間違いであるとしている。確かにプブリウス・スルピキウスは小さな軍を率いてサムニウムに留まったが、すでに敵対的な行動は無く、講和を結ぶだけであった。リウィウスはまた、サムニウムとの古い同盟関係が復活したとするが、バルトホルト・ゲオルク・ニーブール（1776年 - 1831年）はこれに異を唱えており、シケリアのディオドロス（紀元前1世紀）が言うように、ローマはサムニウムと「ローマの優越性を求めた」条約を強制したとする。
紀元前299年、監察官に就任。同僚は執政官時代と同じくプブリウス・センプロニウス・ソプスであった。この任期中に、二つの新たなトリブス（行政区画）が作られ、トリブスの総数は33になった（最終的に紀元前241年に総数35で固定）。紀元前296年にはインテルレクス（任期5日間の臨時最高職）に就任している。

## 参考資料
1. 1 2 3 4  ティトゥス・リウィウス『ローマ建国史』、IX, 45.
2. ↑  バルトホルト・ゲオルク・ニーブール『ローマ史』、vol. iii. pp. 258, 259.
3. ↑  ティトゥス・リウィウス『ローマ建国史』、X, 9, 14.
4. ↑  ティトゥス・リウィウス『ローマ建国史』、X, 10